# Antyandrogeny
Antyandrogeny – związki chemiczne zmniejszające oddziaływanie androgenów na organizm, stosowane np. w przedwczesnym pokwitaniu (dojrzewaniu) oraz leczeniu raka gruczołu krokowego (prostaty).